# وست میامی (فلوریدا)
وست میامی (به انگلیسی: West Miami) شهری در شهرستان میامی-دید ایالت فلوریدا است که در سال ۱۹۴۷ بنیان‌گذاری شده‌است. این شهر طبق سرشماری سال ۲۰۱۰ میلادی، ۵٬۹۶۵ نفر جمعیت داشته و مساحت آن نیز ۱٫۸ کیلومتر مربع است.